# Maillage vert et bleu de Bruxelles

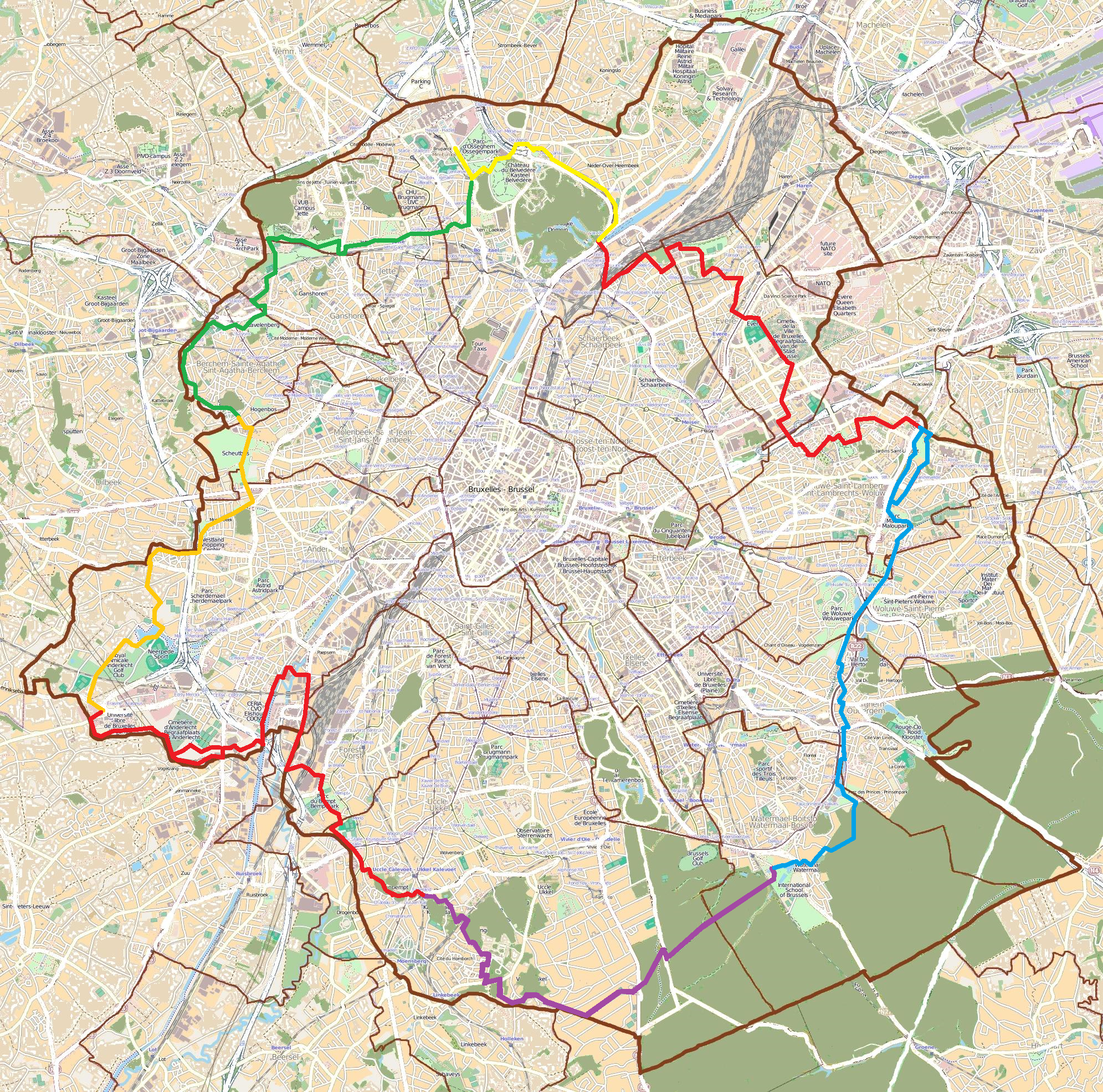
Carte de la promenade verte de Bruxelles.

Le maillage écologique et bleu est une trame verte complétée de « continuités vertes » ; c’est un axe de la politique environnementale de la région de Bruxelles-Capitale. Initié en 1996, il a été inscrit en 1999 dans le Plan régional d'affectation du sol (PRAS),.

## Maillage écologique
- La trame verte est un réseau continu d’espaces verts publics obtenu par verdissement systématique d’espaces structurants (sous des alignements d’arbres, sur des lignes de tram engazonnées, berges du canal incluant un paysagement des entrées de ville.
- Les « continuités vertes » sont des sites d’intérêts paysagers, sociaux et/ou écologiques, remis autant que possible en continuité physique entre eux et/ou avec la trame pour offrir à tous un accès plus égal aux zones verdurisées et aux espaces verts publics, tout en facilitant une mobilité douce (marche, vélo, rollers…). Les « trous » du maillage doivent être comblés par des créations de parcs publics (prioritairement là où il y a moins de 1 m2 d’espaces verts/habitant), et par une verdurisation, à vocation récréative et de promenade verte en seconde couronne.

Des continuités vertes interconnectent les espaces verts par des liaisons végétales, faisant l’objet d’une gestion différenciée pour leur conférer certaines fonctions de corridor biologique (pour le maintien et la mobilité de la faune et de la flore sauvages et d’une biodiversité minimale, via notamment les talus de chemin de fer et les berges de cours d’eau, ce qui est souvent difficile en raison de la pression urbaine, de la pollution lumineuse et d’une recherche de multifonctionnalité incluant la circulation piétonne et cycliste.

Des « zones vertes de haute valeur biologique » ont été cartographiées dans les années 2000, avec un rôle écologique croissant donné aux « zones de parc », et un cadre légal à la gestion différenciée. Divers aménagements ont été initiés (dont de nouvelles passerelles pour les déplacements doux) de 1999 à 2007, mais aucun grand écoduc n’a été aménagé. 
Les communes sont invitées à produire un maillage communal à connecter au maillage régional, notamment dans les « zones de verdoiement prioritaire », en centre-ville. Le verdoiement des murs et de toitures est encouragé.

## Hauts lieux du «Maillage écologique»
Ces lieux de nature dans la ville sont la « Promenade verte », le « Réseau d’Itinéraires cyclables régionaux » (ICR), un réseau de « Sentiers de Grande Randonnée » et les « Chemins de la Ville », ainsi que des chemins de découverte de la Forêt de Soignes et d’autres massifs. Ce sont aussi les axes de « mobilité douce », dont sur 14 itinéraires (radials) en cours de verdurisation et de ramification en périphérie de Bruxelles. Ces axes cherchent à contribuer, dans une certaine mesure, à diminuer la fragmentation écopaysagère en connectant les grands espaces verts de la périphérie à ceux du centre-ville et de l’extérieur de la Région Bruxelles-Capitale.
En plein centre ville, au milieu de la zone des Palais royaux et du Parlement, le parc du Mont des Arts et la Bibliothèque royale de Belgique et le Palais des congrès et aussi le parc dit « de Bruxelles », parfois appelé Parc Royal (à ne pas confondre avec celui de Laeken). En style classique du XVIIIe siècle avec sa pièce d'eau et ses statues allégoriques, c'est un morceau de l'ancienne réserve de chasse des ducs de Brabant, La Garenne (en néerlandais, De Warande). Non loin de là, le romantique jardin public du Petit Sablon avec ses statues historiques et l'ancien Jardin Botanique de l'État qui s'étend devant des serres du début du XIXe siècle transformées en centre culturel.
Au sud-est de la ville, le Bois de la Cambre est un parc d'agrément typique du XIXe siècle avec ses rochers artificiels, son île Robinson et ses allées créées pour la circulation hippomobile. Ce bois est adossé à la Forêt de Soignes dont la superficie de 4 483 hectares s'étend sur les régions limitrophes de Flandre, de Wallonie et sur 38 % de la région de Bruxelles. Cette proximité explique l'importante fréquentation de la forêt par les amateurs de nature (environ 30 000 personnes/jour, par beau temps). La circulation y est réglementée. Des « réserves naturelles » partiellement clôturées et interdites au public y abritent des espèces animales et végétales vulnérables au dérangement et/ou au piétinement, ainsi qu'un arboretum contenant des arbres acclimatés en provenance de plusieurs continents. Des « réserves forestières » sont gérées plus écologiquement et des « zones de protection » font l’objet de plantations ou régénération sur des sites fragiles ou dégradés. On y trouve un arboretum, section de la forêt où sont acclimatés des arbres de diverses parties du monde.
Une chaîne de parcs publics et de domaines d'État s'étend à partir de la forêt avec le parc de Boitsfort et ses étangs, le parc et le château des XVIIe et XVIIe siècles de Val Duchesse, fermés au public, le parc et les étangs Mellaerts, le parc Parmentier, le parc paysager de Woluwé-Saint-Pierre aménagé à l'anglaise et le parc des Sources conçu, au contraire, pour offrir une nature restée sauvage autour d'une chaîne d'étangs avec le parc Malou et sa résidence en style classique du XVIIIe siècle et un moulin à eau. Le tout occupe une vallée urbanisée où coule toujours la Woluwe, ruisseau qui arrose le domaine d'Hof ter Musschen (La Ferme aux Oiseaux), ancien bâtiment de ferme à proximité d'un moulin à vent et des bâtiments de la faculté de médecine de l'université de Louvain-la-Neuve.
Au sud, le parc de Forest et le parc Duden avec son stade en style Art déco qui abrite une des équipes de football les plus anciennes de Belgique. 
De nombreux parcs et squares, ainsi que des sites verdurisés parsèment la région. On citera les principaux. Le parc du Cinquantenaire avec son arc de triomphe à trois arches de l'architecte français Charles Girault et les bâtiments en style traditionnel des grands musées d'art et d'histoire. À deux pas de là, dans le secteur des institutions européennes, le parc Léopold. Adossé au Parlement européen, il est parsemé de constructions des XIXe et XXe siècles de l'ancien campus de l'Université de Bruxelles et abrite l'Institut d'Histoire Naturelle et son museum avec sa collection unique au monde de squelettes de dinosaures dont un troupeau d'iguanodons. Non loin de là, les squares en style romantique, square Marie-Louise, Ambiorix et Palmerston. Autour des bâtiments du XVIIIe siècle d'une ancienne abbaye avec son église, le parc de la Cambre et, à côté, le site des étangs d'Ixelles.
Citons encore le parc Ten-Bosch, le parc du Wolvendael (Val des Loups), le parc Brugmann, le parc de la Sauvagère, le parc Josaphat, le parc du Karreveld et son château transformé en centre culturel, le parc Élisabeth où se dresse la Basilique nationale du Sacré-Cœur dite Basilique de Koekelberg du sommet de laquelle on découvre un panorama de Bruxelles à 360°. 
Au nord-ouest de la ville, le site des foires et expositions du Heysel, où se tint l'Exposition universelle de 1958, abrite le parc d'Osseghem et son théâtre de verdure proche de l'Atomium et du grand stade Roi Baudouin. À deux pas, le parc de Laeken, appelé aussi parc Royal, accessible au public. Dans le domaine du château de Laeken, palais du XVIIIe siècle avec ses serres monumentales qui sont des œuvres architecturales en elles-mêmes. Ouvertes chaque année, fin avril et début mai, elles contiennent d'exceptionnelles collections de plantes et d'arbres exotiques. Non loin de Laeken, une chaîne de parcs fait pendant, au nord, au bois de la Cambre situé au sud-est, près de la forêt de Soignes. Ce sont les parcs Roi Baudouin, Albert, le bois de Dieleghem et le bois du Laerbeek.
Enfin, au sud-ouest de la ville, dans la commune d'Anderlecht, le parc Marie-José avec le stade de l'équipe d'Anderlecht, le parc du Béguinage avec la maison d'Érasme et son musée, le parc du Scheutbos, la zone de Neerpede, non loin d'un paysage peint par Pieter Brueghel l'Ancien et encore reconnaissable dans la vallée de la Pede. C'est une zone non urbanisée maintenue à l'état de paysage campagnard où subsistent des activités maraîchères, mais où se trouve aussi le parc scientifique de l'université de Bruxelles avec l'hôpital Érasme.
Des squares et jardins parsèment l'ensemble de la région, parfois ce sont des carrés de verdure comme les squares de Meeus et Orban avec leurs arbres et leurs statues du XIXe siècle, le square Armand Steurs avec sa décoration de style Art déco, parfois ce sont des verdurisations d'espaces naguère nus, comme le square des Latins, le Tomberg, le parc Saint-François ou encore d'anciens jardins privés devenus domaines publics comme le jardin Félix Hap, le parc Pierre-Paulus de Châtelet. Dans certains de ces espaces, surtout ceux des quartiers populaires, sont installés des jeux d'enfants.
Depuis 1999, avec la France, l’Irlande et le Luxembourg, la Belgique construit le futur Réseau Vert Européen (REVER), et le réseau Véloroute et voie verte.